# 스타워즈: 배드 배치
《스타워즈: 배드 배치》(영어: Star Wars: The Bad Batch)는 디즈니+에서 2021년 5월부터 2024년 5월까지 방영된 미국의 애니메이션이다. 조지 루카스의 《스타워즈》의 세계관 작품으로, 애니메이션 《스타워즈: 클론 전쟁》의 속편이자 스핀오프 작품이다. 현재 시즌 2까지 방영 했으며 시즌 3은 2024년에 나올 예정이다.